# Berosus spinosus
Berosus spinosus is een keversoort die behoort tot de familie van de spinnende waterkevers (Hydrophilidae). De wetenschappelijke naam is gepubliceerd in 1808 door Christian von Steven, met "Kislar" (Kizljar) in Dagestan als typelocatie. Hij plaatste de soort in het geslacht Hydrophilus.
De kevers zijn 4,2 tot 5,9 mm lang. Ze komen voor in het Palearctisch gebied. Ze zijn ook waargenomen in België en Nederland.